# Dschamīla (Singmädchen)
Dschamīla, arabisch جميلة, DMG Ǧamīla ‚die Schöne‘, geb. im 7. Jahrhundert, gest. 720, war eine medinensische Qiyān-Sängerin, -Musikerin und -Dichterin.

## Leben
Dschamīla gehörte zum Stamm der Banu Sulaim und war eine Mawla,  eine freie Frau, die zum Islam konvertierte. Zusammen mit ihrer Kollegin Azza al-Mayla (gest. 705) war sie eine von nur zwei freien Musikerinnen, von denen bekannt ist, dass sie einen eigenen Madschlis führten, eine Art Unterhaltungssalon, der zu dieser Zeit noch von Frauen und Männern gemeinsam besucht werden durfte, da die Geschlechtertrennung in der arabischen Oberschicht noch nicht vollständig durchgesetzt war. Der Madschlis spielte eine große Rolle im Musikleben Medinas, wo die Musiker auftraten und Gönner und Schüler anzogen.
Sie war sowohl für ihre hohen künstlerischen Leistungen als auch für ihre Tätigkeit als Ausbilderin berühmter männlicher Musiker bekannt. Einer ihrer Schüler war der Musiker Ma'bad (gest. 743), der Sohn eines versklavten Afrikaners, der über sie sagte: „In der Kunst der Musik ist Dschamīla der Baum und wir sind die Äste“.
Dschamila unternahm eine Pilgerfahrt von Medina nach Mekka, ein musikalisches Ereignis, das große Aufmerksamkeit erregte und in zeitgenössischen Berichten ausführlich kommentiert wurde. Ihr Gefolge, zu dem alle bedeutenden Musiker der damaligen Zeit sowie 50 Singmädchen gehörten, wurde wegen der Aufmerksamkeit der Schaulustigen aufgehalten, und ihre Rückkehr war Anlass für dreitägige musikalische Feste.